# Cryptocephalus freidbergi
Cryptocephalus freidbergi is een keversoort uit de familie bladkevers (Chrysomelidae). De wetenschappelijke naam van de soort werd in 1997 gepubliceerd door Lopatin & Chikatunov.